# Glycymeris septentrionalis
Glycymeris septentrionalis är en musselart som först beskrevs av Middendorff 1849.  Glycymeris septentrionalis ingår i släktet Glycymeris och familjen Glycymerididae. Inga underarter finns listade i Catalogue of Life.